# Stajiště
Stajiště (německy Teschen bei Stannern) je malá vesnice, část obce Pavlov v okrese Jihlava. Nachází se 3 km na severozápad od Pavlova. V roce 2009 zde bylo evidováno 34 adres. V roce 2001 zde trvale žilo 33 obyvatel.
Stajiště je také název katastrálního území o rozloze 1,89 km2.

## Název
Název se vyvíjel od varianty Stagisscze (1365), Stagystye (1415), Stagistye (1415), Staysscze (1437), v Stagissczi (1495), v Stagissczy (1517), Teschau (1678, 1718), Teschen (1720), Deschen (1751), Teschen a Steisste (1798), Teschen, Stegšt a Staiště (1846), Teschen a Stejšť (1850, 1872), Stajiště (1881), Stejště a Stejšť (1907) až k podobě Stajiště v roce 1924. Pojmenování je středního rodu. Místní jméno pochází z obecného jména stajiště, tedy místo kde stála stáj.

## Historie
První písemná zmínka o obci pochází z roku 1365.
V roce 1961 se stala místní částí Pavlova.

## Přírodní poměry

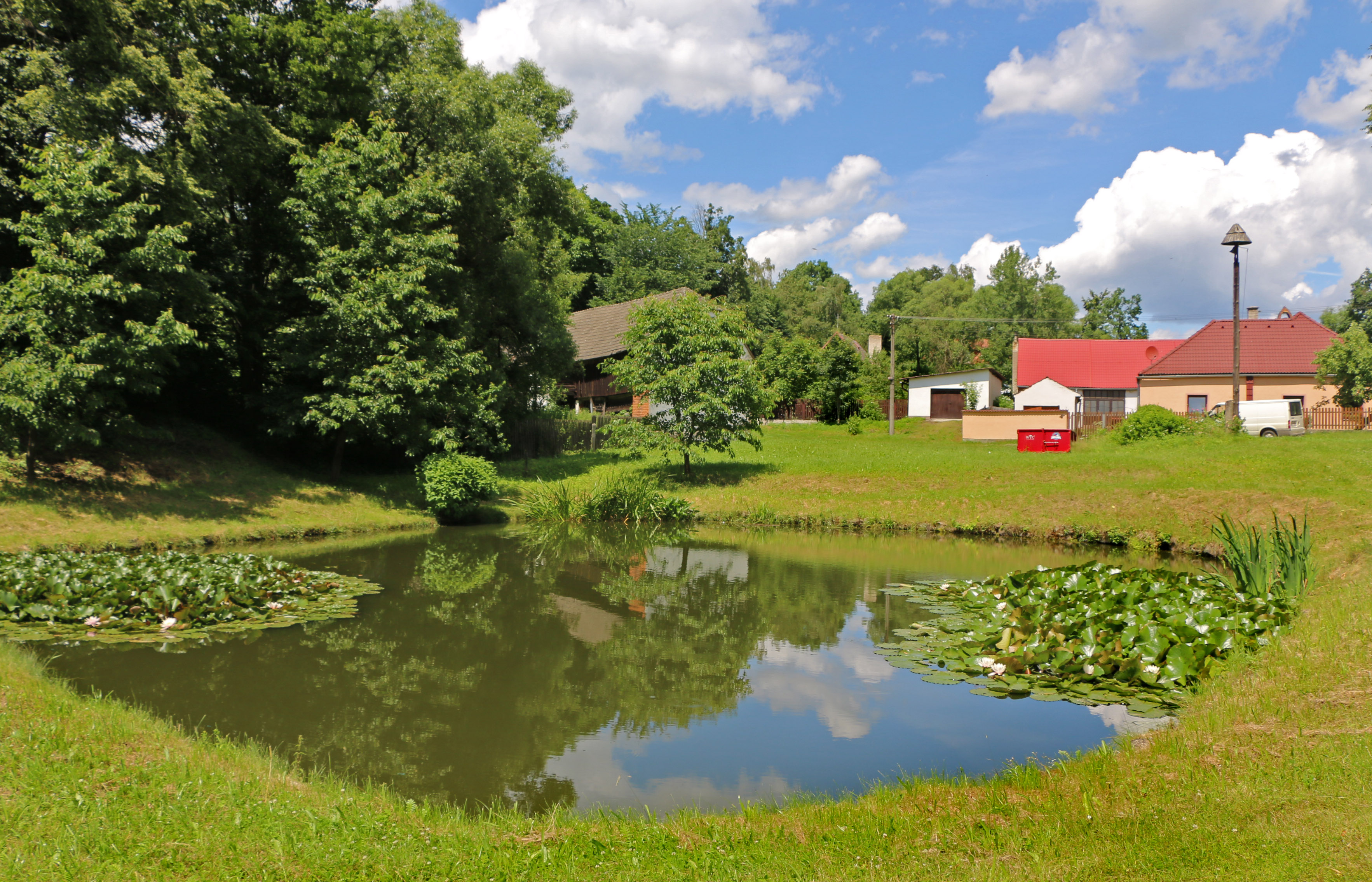
Rybníček na návsi

Stajiště leží v okrese Jihlava v Kraji Vysočina. Nachází se 3 km severozápadně od Pavlova, 1 km severně od Bezděkova a 6 km jihovýchodně od Třeště. Geomorfologicky je oblast součástí Česko-moravské subprovincie, konkrétně Křižanovské vrchoviny a jejího podcelku Brtnická vrchovina, v jehož rámci spadá pod geomorfologický okrsek Puklická pahorkatina. Průměrná nadmořská výška činí 634 metrů. Nejvyšší bod o nadmořské výšce 683 metrů leží severně od vsi. Západně od Stajiště pramení Moravská Dyje, severně pramení Otínský potok.

## Obyvatelstvo
Podle sčítání 1930 zde žilo v 28 domech 124 obyvatel. 124 obyvatel se hlásilo k československé národnosti. Žilo zde 124 římských katolíků.
| Rok            | 1869 | 1880 | 1890 | 1900 | 1910 | 1921 | 1930 | 1950 | 1961 | 1970 | 1980 | 1991 | 2001 | 2011 |
| -------------- | ---- | ---- | ---- | ---- | ---- | ---- | ---- | ---- | ---- | ---- | ---- | ---- | ---- | ---- |
| Počet obyvatel | 128  | 141  | 134  | 151  | 122  | 132  | 124  | 105  | 104  | 83   | 57   | 40   | 33   | 29   |

## Hospodářství a doprava
Sídlí zde truhlářství. Prochází tudy silnice III. třídy č. 4066 z Pavlova do Třeště. Dopravní obslužnost zajišťuje dopravce ICOM transport. Autobusy jezdí ve směrech Třešť a Opatov.

## Školství, kultura a sport
Děti dojíždějí do základní školy v Třešti.

## Další fotografie

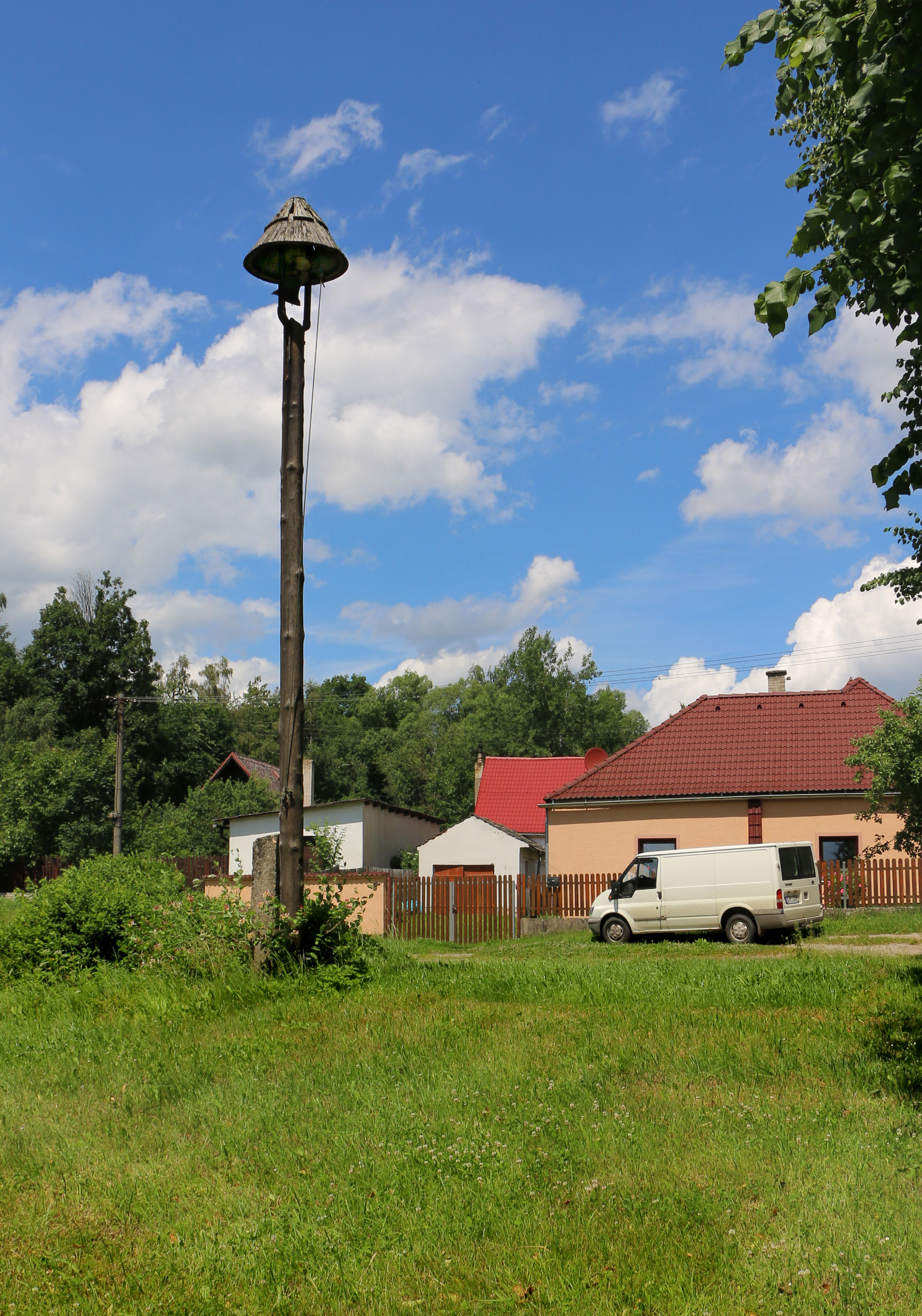
Náves se zvonicí
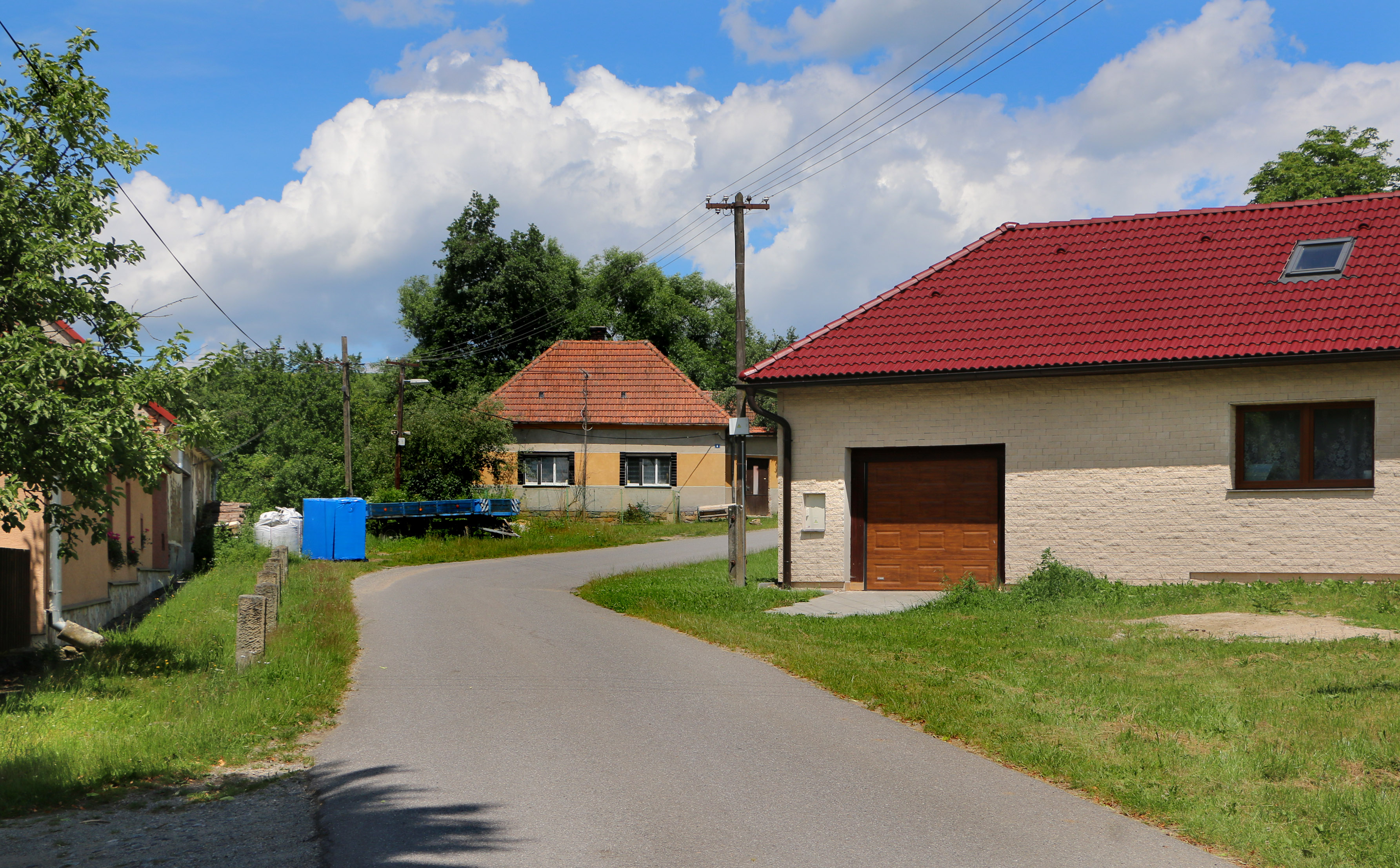
Silnice u návsi
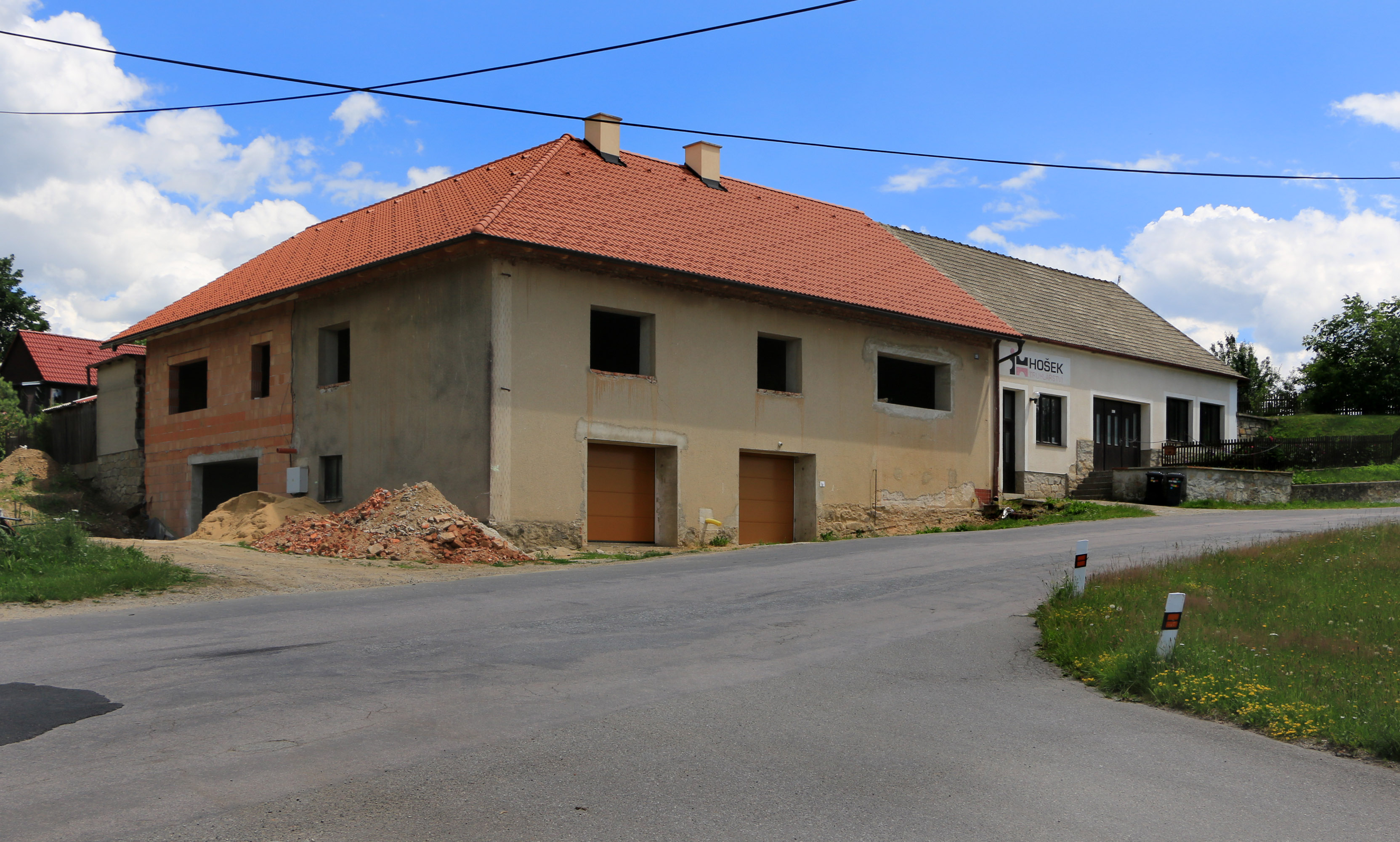
Osamělý dům čp. 29 u hlavní silnice
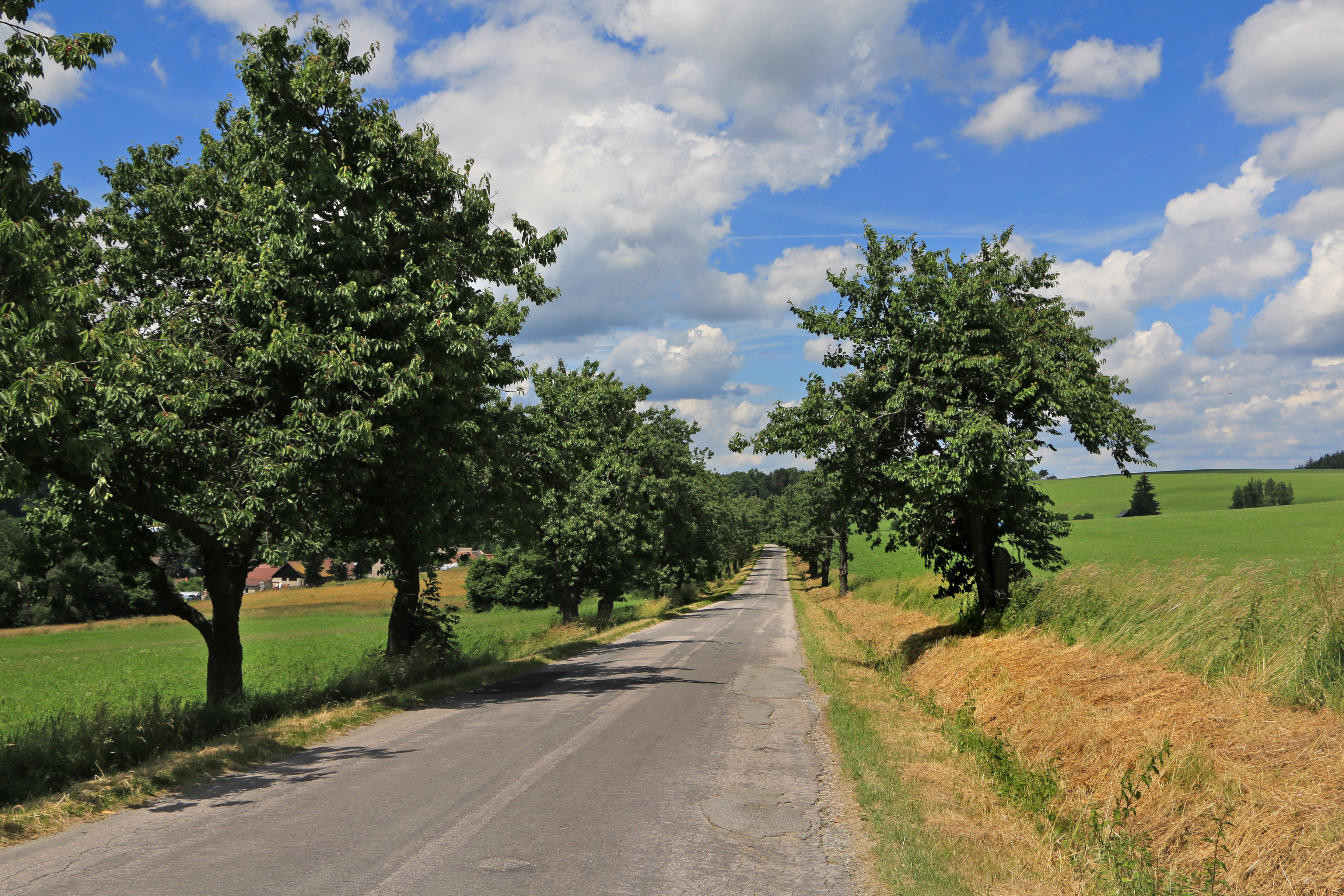
Alej u silnice od Pavlova